# Formier
Le formier est l'artisan qui sculpte des blocs de bois de tilleul pour réaliser des formes à chapeaux, bord, calotte, collier pour les modistes et chapeliers.  Il existe une variété infinie de forme, bord ou collier...
Il réalise ses formes à partir de dessins, sparterie, modèle.
En France, ce métier est considéré comme un métier d’art par l’Institut national des métiers d'art.